# Асинхронний електродвигун

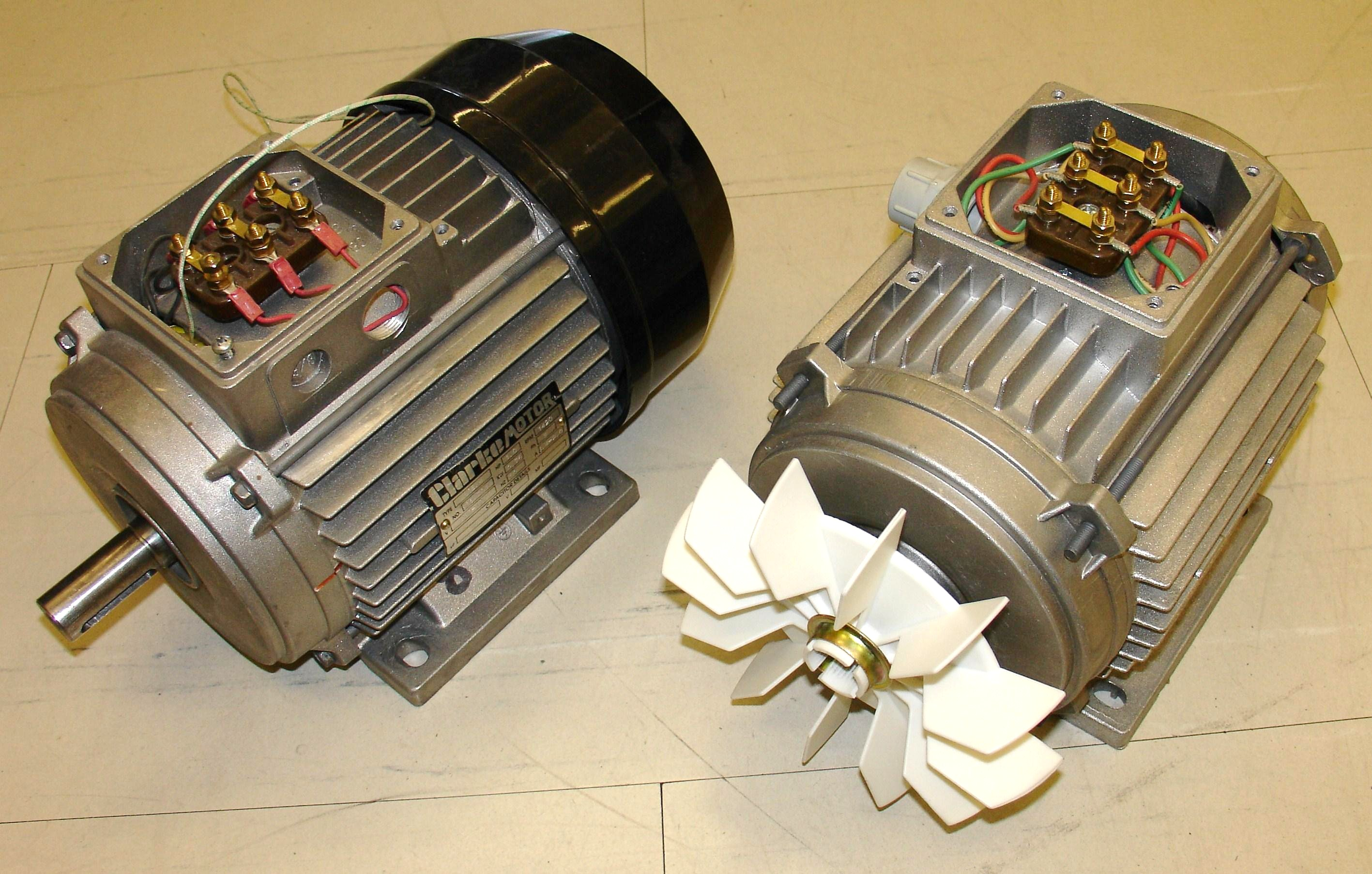
Стандартний двигун з вентилятором і ребрами охолодження, 0,75 кВт, 1420 об/хв, 50 Гц, 230—400 В, 3,4-2,0 A

Асинхро́нний електродвигун (грец. α — не і συγχρονος — одночасний) — електрична машина змінного струму, у якої швидкість обертання ротора не дорівнює швидкості обертання магнітного поля статора (асинхронна).
Розрізняють колекторні і безколекторні (індукційні), однофазні і багатофазні асинхронні машини.
Найчастіше застосовуються трифазні асинхронні машини, які працюють як електродвигуни, потужністю від частки вата до десятків тисяч кіловат, але трифазну асинхронну машину можна використовувати й як генератор.

З'єднання виводів обвитки асинхронного двигуна зіркою (ліворуч) та трикутником (праворуч)

## Історія
Першим, хто розробив асинхронний двигун, був Нікола Тесла, який у Будапешті навесні 1882 р. розв'язав питання створення обертового магнітного поля за допомогою нерухомої багатофазної обвитки змінного струму, а 1884 року у Страсбургу представив робочу модель власного двигуна.
Внесок у розвиток асинхронних двигунів зробив Галілео Ферраріс, який 1885 року в Італії побудував зразок асинхронного двигуна потужністю 3 Вт. 1888 року він оприлюднив власні дослідження в статті для Королівської Академії Наук в Турині (того ж року, Тесла одержав патент США 381,968 від 01.05.1888 (US Patent 0381968 | заявка на винахід № 252132 від 12.10.1887), в якій виклав теоретичні основи асинхронного двигуна. Заслуга ж Ферраріса полягала у тому, що, зробивши хибний висновок про невеликий ККД асинхронного двигуна і про недоцільність застосування систем змінного струму, він привернув увагу багатьох інших інженерів до питання вдосконалення асинхронних машин. Допис Галілео Ферраріса, оприлюднений в журналі «Атті ді Турині», передрукував англійський часопис і згодом він був прочитаний у липні 1888 року випускником Одеського реального училища (1878 року) та Дармштадтського Вищого технічного училища Михайлом Доливо-Добровольським. Уже 1889 року електротехнік польсько-російського походження Доливо-Добровольський отримав патент на трифазний асинхронний двигун зі сталевим циліндричним ротором (із закладеними по зовнішньому обрису мідними стрижнями) типу «клітка вивірки», а 1890 року — патенти в Англії № 20425 та Німеччині № 75361 на трифазний асинхронний двигун з фазним ротором (з обвиткою). Дані винаходи відкрили часи повсюдного промислового застосування електричних машин.
Попри те, що Westinghouse створив свій перший практичний асинхронний двигун 1892 року та розробив лінійку багатофазних 60-герцових асинхронних двигунів у 1893 році, ці перші двигуни Westinghouse були двофазними двигунами з намотаним ротором, доки Бенджамін Ламме не розробив ротор з обертовими стрижнями. Компанія General Electric (GE) почала розробку трифазних асинхронних двигунів 1891 року. 1896 року General Electric і Westinghouse підписали перехресну ліцензійну угоду на будову ротора зі стрижневою обмоткою, згодом названу короткозамкненим ротором. Артур Е. Кеннеллі був першим, хто виявив повне значення комплексних чисел (використовуючи j для представлення квадратного кореня з мінус одиниці) для позначення оператора повороту на 90º в аналізі задач змінного струму. Чарльз Штейнмец з GE значно розвинув застосування комплексних величин змінного струму, запропонувавши модель аналізу, яка зараз широко відома як еквівалентна схема Штейнмеца асинхронного двигуна.
Удосконалення індукційного двигуна, що випливає з цих винаходів та доробок, було таким, що асинхронний двигун потужністю 100 кінських сил на даний час (2010-і) має ті ж самі зовнішні розміри, що й двигун потужністю 7,5 кінських сил розробки 1897 року.
Натепер асинхронний двигун є найпоширенішим електродвигуном на Землі.

## Спосіб дії
На обмотку статора подається змінна напруга, під дією якої в обмотках протікає трифазна система струмів. Оскільки обвитки асинхронної машини просторово зрушені одна відносно одної на 120 градусів, тобто в симетричній системі струми в цих обмотках мають фазовий зсув в 120 градусів, в таких обвитках створюється обертове магнітне поле. Обертове магнітне поле, перетинаючи провідники обвитки ротора, індукує в них електрорушійну силу, під дією якої в обмотці ротора протікає струм, котрий спотворює магнітне поле статора збільшуючи його енергію, що веде до виникнення електромагнітної сили, під дією якої ротор починає обертатися (для простішого пояснення, можна послатися на силу Ампера, що діє на провідники обвитки ротора, котрі знаходяться в магнітному полі статора). Щоби в обвитці ротора виникала ЕРС, треба аби швидкість обертання ротора відрізнялася від швидкості обертання поля статора, тобто обертове поле статора згодом втягує ротор у нескінченну гонитву, ніби той намагається наздогнати магнітне поле, але ніколи не досягає успіху.
Частота обертання ротора (асинхронна частота) завжди менша синхронної частоти, тобто ротор асинхронного двигуна завжди відстає від статора. Це явище може бути пояснене таким чином: якби ротор обертався з частотою обертового поля, то це поле не перетинало б провідники обмотки ротора. В останніх не наводилася б ЕРС і не було би струмів, а це значить, що обертовий момент на роторі дорівнював би нулю. Отже, ротор асинхронного двигуна засадничо не може обертатися з синхронною частотою.

Тож ротор обертається асинхронно щодо поля статора, а двигун називається асинхронним. Відносна різниця швидкості обертання ротора від швидкості обертання поля статора, називається ковзанням (s). Номінальне ковзання зазвичай становить 2-8 %. Швидкість обертання ротора асинхронної машини завжди менша від швидкості обертового магнітного поля і визначається за формулою:
де {\displaystyle f\!} — частота змінного струму джерела живлення, {\displaystyle p\!} — кількість пар полюсів обмотки статора, {\displaystyle S\!} — ковзання ротора, {\displaystyle f\cdot 60/p} — швидкість обертання магнітного поля.
За частоти f = 50 Гц, ця швидкість може бути різною, наприклад може дорівнювати 2 999, 1 500, або 1 000 об/хв, залежно від кількості пар полюсів первинної обвитки (p = 1; p = 2; p = 3 і тощо). Щоби досягти більшої швидкості обертання магнітного поля, первинну обмотку асинхронної машини живлять струмом підвищеної частоти (100—500 Гц). Швидкість обертання ротора асинхронної машини регулюють зміною частоти струму живлення, або зміною кількості пар полюсів первинної обмотки (ступеневе регулювання), а також, зміною ковзання. Ковзання змінюють за допомогою активного опору, який вводять у вторинне коло асинхронної машини, каскадних схем, або способом зміни напруги, підведеної до первинної обвитки асинхронної машини.

## Режими роботи
Механічна характеристика асинхронної машини має три ділянки: а — режим рекуперації електроенергії в мережу (генераторний режим), б — двигунний режим, в — режим проти-увімкнення (режим електромагнітного гальма).
Режим двигуна
Якщо частота обертання ротора менше синхронної, то обертове магнітне поле перетинає провідники обвитки ротора і індукує в них ЕРС, під дією якої в обвитці ротора виникає струм. На провідники зі струмом цієї обвитки (а точніше, на зубці сердечника ротора) діють електромагнітні сили; їх спільна сила утворює електромагнітний момент, що обертає ротор слідом за магнітним полем. Якщо цей момент достатній для подолання сил тертя, ротор починає обертатися, і в ньому встановлюється частота обертання. Частота обертання ротора не може досягти частоти обертання магнітного поля, оскільки у цьому разі кутова швидкість обертання магнітного поля щодо обвитки ротора стане рівною нулю, магнітне поле перестане індукувати в обвитці ротора ЕРС і водночас створювати обертовий момент.
Режим генератора
Якщо ротор розігнати за допомогою зовнішнього моменту (наприклад, будь-яким двигуном) до частоти, більшої за частоту обертання магнітного поля, то зміниться напрямок ЕРС в обвитці ротора і активної складової струму ротора, тобто асинхронна машина перейде в генераторний режим. Водночас змінить напрямок і електромагнітний момент, який стане гальмівним. У генераторному режимі роботи ковзання завжди менше 0.
Для роботи асинхронної машини в генераторному режимі потрібно джерело реактивної потужності, що створює магнітне поле. За відсутності початкового магнітного поля в обвитці статора потік створюють за допомогою постійних магнітів, а у разі активного навантаження — за рахунок залишкової індукції машини і конденсаторів, увімкнених паралельно до фаз обвитки статора.
Асинхронний генератор споживає реактивний струм і вимагає наявності в електричній мережі генераторів реактивної потужності у вигляді синхронних машин, синхронних компенсаторів, батарей статичних конденсаторів (БСК). Через це, попри простоту обслуговування, асинхронні генератори застосовують порівняно рідко, переважно як вітрогенератори малої потужності, допоміжні джерела невеликої потужності і гальмівні пристрої. Генераторний режим асинхронного двигуна використовується досить часто в механізмах з активним моментом: в такому режимі можуть працювати двигуни ескалаторів метро (під час руху вниз), опусканні вантажу в підіймальних кранах, в генераторному режимі також працюють двигуни ліфтів, залежно від співвідношення ваги кабіни і противаги; водночас поєднуються необхідний згідно технологією режим гальмування механізму і рекуперація енергії в мережу для заощадження електроенергії.

#### Режим електромагнітного гальма (протиувімкнення)
Якщо змінити напрямок обертання ротора або магнітного поля так, щоб вони оберталися в протилежних напрямках, то ЕРС та активна складова струму в обвитці ротора будуть спрямовані так само, як у двигунному режимі, і машина споживатиме з мережі активну потужність. Однак електромагнітний момент буде спрямований зустрічно моменту навантаження, являючись гальмівним.
Такий режим застосовують короткочасно, через те що під час нього в роторі виділяється багато тепла, яке двигун не здатний розсіяти, що може вивести його з ладу.
Для м'якшого гальмування може застосовуватися генераторний режим, але він діяльний лише за обертів, близьких до номінальних.

## Застосування
Трифазні асинхронні двигуни з короткозамкненим ротором широко використовуються як промислові приводи, оскільки вони самозапускаються (негайно після подавання напруги), надійні та економічні. Однофазні асинхронні двигуни повсюдно застосовуються для менших навантажень, таких як побутові прилади, як от вентилятори, компресори холодильників чи кондиціонерів. Попри те, що асинхронні двигуни зазвичай використовуються в обслуговуванні з незмінною швидкістю, вони все частіше застосовуються з приводами змінної частоти (ПЗЧ) в обслуговуванні зі змінною швидкістю. ПЗЧ пропонують особливо важливі можливості заощадження електроенергії для наявних і майбутніх асинхронних двигунів: у системах відцентрового вентилятора зі змінним крутним моментом, розумного насоса та компресора (наприклад інверторного кондиціонера чи холодильника). Асинхронні двигуни з короткозамкненим ротором дуже розповсюджені як у приводах із постійною швидкістю, так і в приводах із змінною частотою.
Асинхронний двигун часто застосовується в електромобілях, які переважно призначені для їзди на підвищених швидкостях протягом тривалого часу, натомість синхронний двигун, є зразковим для міської їзди, яка зазвичай вимагає частих почергових зупинок і зрушень з низьких швидкостей.
Трифазну асинхронну машину можна використовувати не лише як асинхронний електродвигун, але й як генератор змінного струму, електромагнітне гальмо, перетворювач частоти, трансформатор з обертовим магнітним полем (див. Перетворювач частоти).
Застосування ж асинхронної машини як генератора, дуже обмежене, оскільки треба мати джерело намагнічувального змінного струму, для утворення магнітного поля в такій машині. Крім того, важко підтримувати вихідну напругу такого генератора.
Асинхронні електродвигуни з живленням від однофазної мережі також широко застосовують у схемах автоматики. Здебільшого, це двигуни невеликої потужності (або мікродвигуни).
Особливістю однофазних асинхронних машин є наявність пускової обвитки, для утворення обертового магнітного поля під час пуску. Основні схеми їх такі:
1) схема з підвищеним активним опором пускової обвитки;
2) схема з увімкненою в коло пускової обвитки ємністю;
3) схема з екранувальним короткозамкненим витком на полюсі магнітопроводу.
Трифазні асинхронні машини, порівняно з однофазними, мають кращі пускові та робочі характеристики і вищі економічні показники та не потребують пускової обвитки.

### Переваги і вади
Переваги та вади асинхронного двигуна з короткозамкненим ротором порівняно з машинами інших типів:

#### Переваги
- тривалий термін роботи
- відносно недорогий
- порівняно низькі витрати для виробництва
- незначні витрати на підтримку роботи
- може бути дуже навантаженим протягом короткого часу (до більш ніж 2 × номінального крутного моменту, до більш ніж 1,5 × номінальної потужності залежно від охолодження двигуна та тривалості перевантаження)
- ротор знеструмлений і здатний також працювати в рідинах, газах або у вакуумі

#### Недоліки
- швидкість можна змінювати лише для спеціальних конструкцій зі зміною полюсів або за допомогою додаткового перетворювача частоти
- складні теоретичні методи розрахунку (порівняно з іншими електричними машинами)
- швидкість нестала, але не може бути змінена за бажанням через зміни напруги / струму (див. синхронна машина, реактивний двигун)
- якщо один із трьох зовнішніх провідників електромережі відсутній (наприклад через пошкодження), асинхронний двигун не спроможний запуститися, повільно обертається видає гул і з часом може вийти з ладу; для таких випадків передбачено використання схем захисту від неповнофазного режиму

## Енергоощадність
ККД індукційного двигуна з повним навантаженням, становить приблизно 85–97 %, а пов'язані втрати двигуна розподіляються майже так:
- Тертя і опір повітря, 5–15 %

- Втрати в залізі або осерді, 15-25 %

- Втрати у статорі, 25-40 %

- Втрати в роторі, 15-25 %

- Втрати на паразитне навантаження 10–20 %.

Для електродвигуна, ККД визначається як відношення вихідної механічної потужності до підведеної електричної потужності.
Різні регуляторні органи в багатьох країнах ухвалили та запровадили законодавство для заохочення виробництва й використання електродвигунів з якнайбільш високим ККД. Існує чинне та підготовлюване законодавство щодо майбутнього обов'язкового використання індукційних двигунів преміум-ефективності в певному обладнанні.

## Еквівалентна схема Штейнмеца
Багато корисних взаємозв'язків двигуна між часом, струмом, напругою, кутовою швидкістю, коефіцієнтом потужності та моментом сили, можна отримати за допомогою дослідження еквівалентної схеми Штейнмеца (котра також називається T-еквівалентною схемою або як радить IEEE — еквівалентною схемою), математичної моделі, котра використовується для опису того, як вхідна електрична потужність асинхронного двигуна перетворюється на вихідну корисну механічну енергію. Еквівалентна схема є однофазним представленням багатофазного індукційного двигуна, який діє в умовах усталеного збалансованого навантаження. Еквівалентна схема Штейнмеца виражається просто через такі компоненти
- Опір статора та індуктивність розсіяння ({\displaystyle R_{s}}, {\displaystyle X_{s}}).
- Опір ротора, індуктивність розсіяння та ковзання ({\displaystyle R_{r}}, {\displaystyle X_{r}} або {\displaystyle R_{r}'}, {\displaystyle X_{r}'}, та {\displaystyle s}).
- Реактивний опір намагнічування ({\displaystyle X_{m}}).

Перефразовуючи Алгера із Ноултона, асинхронний двигун — просто електричний трансформатор, магнітне коло якого розділене повітряним зазором між обмоткою статора та обмоткою рухомого ротора. Відповідно, еквівалентна схема може бути показана або з компонентами еквівалентної схеми відповідних обмоток, розділених зразковим трансформатором, або з компонентами ротора, віднесеними на бік статора, як показано в наступній схемі та відповідних рівняннях і таблицях визначення параметрів.
До схеми застосовуються наступні емпіричні наближення:
- Найбільший струм виникає за умов загальмованого ротора (LRC) і дещо менший, ніж {\displaystyle V_{\text{s}}/X}, у режимі LRC зазвичай, становить від 6 до 7 номінальних струмів для стандартних багатофазних індукційних двигунів.[17]
- Руйнівний момент сили {\displaystyle T_{\text{max}}} стається, коли {\displaystyle s\approx R_{\text{r}}'/X} і {\displaystyle I_{\text{s}}\approx 0.7\;LRC} тож {\displaystyle T_{\text{max}}\approx KV_{\text{s}}^{2}/2X}, отже за сталої вхідної напруги, найбільший номінальний відсоток крутного моменту асинхронного двигуна з низьким ковзанням, становить приблизно половину його відсоткового значення для режиму LRC.
- Відносний реактивний опір розсіювання статора до ротора асинхронних двигунів з короткозамкненим ротором стандартної будови «B»[18]
{\displaystyle {\frac {X_{\text{s}}}{X_{\text{r}}'}}\approx {\frac {0.4}{0.6}}}.
- Якщо знехтувати опором статора, крива моменту сили асинхронного двигуна зводиться до рівняння Клосса[19]
{\displaystyle T_{\text{em}}\approx {\frac {2T_{\text{max}}}{{\frac {s}{s_{\text{max}}}}+{\frac {s_{\text{max}}}{s}}}}}, де {\displaystyle s_{\text{max}}} ковзає при {\displaystyle T_{\text{max}}}.